# Anund Jakob
Anund Jakob, (ofta 'Anund Kolbränna' och ibland som 'Emund gamle' i västgötalagen) född något av åren 1007–09, enligt Snorre Sturlasson den 24 juli ("Jakobsmässeafton"), död cirka 1050, svensk kung från 1022, var son till Olof Skötkonung och Estrid. Dubbelnamnet förklaras av Adam av Bremen så att svearna visserligen accepterade en kristen kung men inte en med endast ett kristet namn. Anund samregerade under två år tillsammans med sin far, innan denne dog. Han var svåger till både Jaroslav I av Kiev och Olof den helige och understödde dem militärt. Anund Jakob var en av de längst regerande monarkerna i Sverige under vikingatiden och medeltiden, med en regeringstid på cirka 28 år. 

## Biografi
Enligt Snorre Sturlassons Heimskringla skall Anund Jakob redan under sin faders livstid ha uppstigit på tronen, efter att denne avsatts på grund av alltför äventyrlig utrikespolitik. Förloppet har dock många osannolika inslag, och andra isländska källor anger istället att han blev kung först vid faderns död.
Anund Jakob hade utrikespolitiska ambitioner och skickade hjälptrupper till Olof den helige av Norge som stöd i dennes strid mot den danske kungen Knut den store i slaget vid Helgeå, som Knut dock vann, och senare vid Olofs misslyckade försök att återta tronen 1030. Han skall också bistått Olofs son Magnus den gode under stridigheter i Norge. Under Anund Jakobs regeringstid organiserades en berömd färd i österled, Ingvarståget. Han tycks också ha främjat stiftet Hamburg-Bremen, att döma av Adam av Bremens hyllningar.
Anund Jakob ska enligt Västgötalagens kungalängd (där han kallas ”Æmunðær colbrænnæ”) ha upprätthållit lag och ordning med ovanlig stränghet, bland annat genom att låta bränna ner lagbrytares hus (till kol) och därvidlag tilldelats tillnamnet "Kolbränna".
Liksom sin far tillverkade Anund Jakob mynt i sitt namn i Sigtuna, fram till omkring 1030. Mot slutet präglas även mynt med namnet Knut, vilket ibland tolkats som att den danske kungen Knut den store år 1027 kallade sig kung över "en del av sveonerna [svearna]". Vanligen tolkas myntet dock som en kopia efter dansk förlaga; man har så även funnit mynt som utgivit Olof Skötkonung för att vara engelsk kung. Efter Anund Jakob upphör den svenska myntningen helt för att först tas upp ett sekel senare. År 1029 hade Anund Jakob i vilket fall kontroll över svearna.
I närheten av gamla Frisegårdens by vid Annestad någon halvmil nordost om Främmestad står en rest sten på omkring fyra meter som kallas kung Anes sten, vilken Birger Nerman satte i samband med Anund Jakob.
Anund Jacob efterträddes av sin halvbror Emund den gamle.
Barn:
- Troligen med Gunhild
  - Gunhild Anundsdotter, dansk drottning

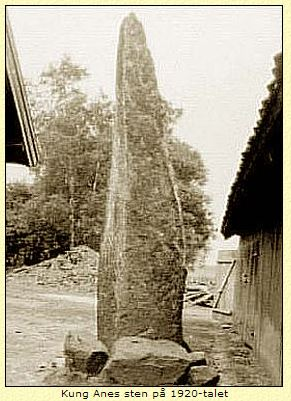
Kung Anes Sten på 20-talet vid Frisegårdens by som ligger i Anestad, Främmestad i Västergötland.